# Renée Mayot
Pour les articles homonymes, voir Mayot (homonymie).
Vous pouvez aider à l'améliorer ou bien discuter des problèmes sur sa page de discussion.
- Il ne s’appuie pas, ou pas assez, sur des sources secondaires ou tertiaires. (Marqué depuis août 2017)
- Il contient une ou plusieurs listes. Le texte gagnerait à être rédigé sous la forme d’un ou plusieurs paragraphes synthétiques, afin d’être plus agréable à lire. (Marqué depuis mars 2017)
- Sa forme n’est pas encyclopédique et ressemble trop à un curriculum vitæ. Modifiez le texte pour aider à le transformer en article neutre. (Marqué depuis août 2017)

- Archive Wikiwix
- Bing
- Cairn
- DuckDuckGo
- E. Universalis
- Gallica
- Google
- G. Books
- G. News
- G. Scholar
- Persée
- Qwant
- (zh) Baidu
- (ru) Yandex
- (wd) trouver des œuvres sur Wikidata

Renée Mayot, née le 13 septembre 1947 à Avançon (Ardennes), est une médailleuse française.

## Biographie
Après des études à École des beaux-arts de Reims, elle poursuit sa formation à l'École des arts décoratifs de Strasbourg.
Renée Mayot est diplômée de l'École nationale supérieure des beaux-arts de Paris (gravure en médaille).
Lauréate de la Casa de Velázquez de 1983 à 1985, elle séjourne à Madrid dans cette institution au sein de la 54e promotion.

## Œuvres

### Médaille
- Monnaie de Paris :
  - Médailles calendriers (Europe, Damier des cultures, Rêve de paix, Petit Prince) ;
  - Médée ;
  - Rudolf Noureev ;
  - Renée de Obaldia ;
  - Pierre Paul Rubens (Unesco) ;
  - 60e anniversaire du Festival de Cannes ;
  - Ville de Poitiers ;
  - Ville de Deauville ;
  - Centre National d'Études Spatiales.

### Illustration
- Dessins du livre de poèmes Les fileuses d'Hédi Kaddour.